# Andrzej Wróblewski
Pour les articles homonymes, voir Wróblewski.
Andrzej Wróblewski (né le 22 novembre 1950 à Smogórach) est un homme politique polonais.

## Biographie
Il nait le 22 novembre 1950, à Smogórach.
En 1973, il est diplômé de la Faculté d'Économie de l'Industrie à la Haute École de la Planification et de la Statistique de Varsovie. 
En 1971, il devient membre du Parti ouvrier unifié polonais. 
Entre 1972-1974 il est économiste dans les entreprises de l'industrie du caoutchouc "Stomil" des Piast. 
De 1974 à 1980 il est chef de la Faculté des mines au Ministère des Finances.  
De 1980 à 1981 il est travailleur politique du Comité central du parti.  
Entre 1981 et 1985, il est conseiller du commissaire du gouvernement sur les questions de réforme économique. 
En 1985, il devient directeur du groupe de la Méthodologie de la Planification et des Systèmes de Réglementation à la Commission de Planification du Conseil des Ministres.  
En novembre 1987, il devient sous-secrétaire d'état au ministère de l'industrie. 
Du 14 novembre 1988 au 12 septembre 1989, il est ministre des finances dans le gouvernement de Mieczysław Rakowski.  
En mars 1989, il convoque le Conseil de surveillance du Fonds du Service de la Dette externe. 
À partir de 1991, il devient le Président du Conseil d'administration du Groupe d'Investissement NYWIG S.A. Il est également membre des conseils de surveillance dans de nombreux établissements, notamment dans les banques et les entreprises de fabrication.
Accusé, après plusieurs années devant le Tribunal d'État par rapport avec l'Affaire de l'alcool, le 18 juin 1997 il est innocenté par le Tribunal d'État.